# Ivan Kučírek
Ivan Kučírek (né le 25 novembre 1946 à Břeclav et mort le 5 février 2022) est un coureur cycliste tchécoslovaque des années 1960 à 1980. Spécialiste des disciplines de vitesse sur piste, il est notamment triple champion du monde de tandem entre 1980 et 1982.

## Biographie
Ivan Kučírek est un spécialiste des courses en tandem et de vitesse sur piste. Il court pour les clubs sportifs Favorit Brno et ASD Dukla Pardubice. En 1980, 1981 et 1982, il est triple champion du monde de tandem avec Pavel Martínek. En 1976 et 1983, il est également vice-champion du monde de la discipline. Aux mondiaux 1971, il est troisième du tournoi de vitesse amateur.
Il participe à trois reprises aux Jeux Olympiques d'été en 1964 à Tokyo, en 1968 à Mexico et en 1972 à Munich.
Kučírek est onze fois champion de Tchécoslovaquie en vitesse et douze fois champion de Tchécoslovaquie en tandem. Il gagne Son premier championnat national à 17 ans. À l'époque la compétition est internationale et il se classe deuxième derrière le vainqueur Giordano Turrini, mais est le sprinteur local le mieux classé.
Il a remporté six fois le prestigieux Grand Prix Framar en République tchèque.

## Palmarès sur piste

### Jeux olympiques
- Munich 1964
  - Éliminé en 1/8e de finale
- Munich 1968
  - 5e du tandem
  - 9e de la vitesse (éliminé en 1/8e de finale)
- Munich 1972
  - 5e du tandem
  - 9e de la vitesse (éliminé en 1/8e de finale)

### Championnats du monde
- 1971
  -  Médaillé de bronze de la vitesse amateurs
- 1976
  -  Médaillé d'argent du tandem (avec Milos Jelinek)
- 1980
  -  Champion du monde de tandem (avec Pavel Martínek)
- 1981
  -  Champion du monde de tandem (avec Pavel Martínek)
- 1982
  -  Champion du monde de tandem (avec Pavel Martínek)
- 1983
  -  Médaillé d'argent du tandem (avec Pavel Martínek)

### Grand Prix
- Grand Prix Framar : 1963, 1969, 1970, 1971, 1976 et 1978

## Récompenses
- Cycliste tchécoslovaque de l'année : 1971[5]
- Temple de la renommée des meilleurs athlètes de la ville de Brno en 2006